# Джаккерини, Эмануэле
Эмануэле Джаккерини (итал. Emanuele Giaccherini; род. 5 мая 1985, Биббьена, Тоскана) — итальянский футболист, игравший на позиции полузащитника. Выступал за сборную Италии.

## Карьера
После игры в молодёжной команде «Чезены» Джаккерини несколько лет играл в аренде в клубах итальянской Серии C2: «Форли», «Беллария-Иджеа-Марина» и «Павия».
В Серии А он дебютировал 28 августа 2010 года в игре против «Ромы», которая завершилась со счётом 0:0.
25 августа 2011 года Джаккерини прошёл медобследование и подписал трёхлетний контракт с туринским «Ювентусом». Сумма трансфера за половину прав на игрока составила 3 миллиона евро, которые выплачивались в течение трёх лет. 19 июня 2012 года «Ювентус» объявил о выкупе у «Чезены» всех прав на Джаккерини. За вторую половину прав клуб выложил 4,25 млн евро, которые были полностью выплачены в сезонах 2012/13 и 2013/14. С самим игроком подписан контракт до 30 июня 2015 года.
Летом 2013 года Джаккерини подписал четырёхлетний контракт с английским «Сандерлендом», сумма трансфера составила 8 миллионов евро. В первом же матче за новый клуб забил гол. Тренер «Ювентуса» Антонио Конте отметил, что не хотел продавать Джаккерини, но в условиях экономического кризиса клуб нуждался в деньгах.
Летом 2015 года футболист вернулся в Италию, перейдя на правах аренды в «Болонью» до конца сезона 2015/2016.
16 июля 2016 года перешёл в итальянский «Наполи». Сумма компенсации за игрока составила 2 млн евро.

## Достижения
«Ювентус»
- Чемпион Италии: 2011/12, 2012/13
- Обладатель Суперкубка Италии: 2012